# 김승호 (2001년)
김승호(2001년 6월 2일~)은 대한민국의 배우이다.

## 생애
- 중앙대 연영과 62기로 같은 소속사인 김수현의 직속 후배이다.
- 농구선수 출신이다.
- 한림예고 연예과 9기 졸업생이다.

## 드라마
- 2020년 플레이리스트 My Fuxxxx Romance - 윤민혁 역
- 2021년 Wavve 이렇게 된 이상 청화대로 간다 - 김수겸 역
- 2022년 Disney+ 너와 나의 경찰수업 - 표현석 역

## 학력
- 한림연예예술고등학교 연예과 (졸업)
- 중앙대학교 공연창작학부 연극전공 (재학)